# Бурбон-Бюссе, Жак де
Граф Жак де Бурбон-Бюссе (фр. Jacques de Bourbon Busset; 27 апреля 1912, Париж — 7 мая 2001, Париж) — французский писатель и дипломат, член Французской академии.

## Биография
Сын Франсуа де Бурбон-Бюссе (1875—1954), графа де Бюссе, из побочной линии дома Бурбонов, и Гийеметты де Кольбер-Шабане (1885—1944), дочери генерала Пьера Эмиля де Кольбер-Шабане.
По окончании Высшей нормальной школы в 1932 поступил на службу в МИД в качестве атташе. Участвовал во Второй мировой войне в чине лейтенанта пехоты, в июне 1940 был взят в плен, из которого дважды пытался бежать. В 1944 де Голль назначил его президентом французского Красного креста.
В 1948 назначен заместителем директора кабинета министра иностранных дел Робера Шумана, затем стал директором кабинета. В 1952 стал генеральным директором департамента культурных связей с зарубежными странами; с 1954 — полномочный министр.
В декабре 1956 вышел в отставку, решив посвятить себя литературе и общественной деятельности. В 1959—1965 был мэром Баланкур-сюр-Эссона, возле которого находился его замок Соссе. В 1961 стал национальным президентом Католического содействия и вице-президентом ЦЕРНа, в создании которого принимал активное участие.
Был членом жюри литературно-исторической премии Гуго Капета и членом Ассоциации капетингского единства, а также долгое время был хроникером в газете La Croix.
В 1968, оставив своим детям замок Соссе, переселился в своё сельское имение в Верхнем Провансе, в районе Салерна.
4 июня 1981 был избран членом Французской академии.

## Произведения
- 1946: Соль земли (Le Sel de la terre; под псевдонимом Венсан Лаборд)
- 1956: Антуан, мой брат (Antoine, mon frère)
- 1957: Молчание и Радость (Le Silence et la Joie; Большая премия Французской академии за роман)
- 1958: Угрызения совести — это роскошь (Le remords est un luxe)
- 1958: Я, Цезарь (Moi, César)
- 1959: Мазарини (Mazarin; соавтор)
- 1959: Фуга на два голоса (Fugue à deux voix)
- 1960: Воспоминания льва (Mémoires d’un lion)
- 1960: Олимпиец (L’Olympien)
- 1961: Цезарь (César; соавтор)
- 1962: Неверные признания (Les Aveux infidèles)
- 1962: Александр (Alexandre; соавтор)
- 1963: Большая конференция (La Grande conférence)
- 1964: Поль Валери, или мистик без Бога (Paul Valéry ou le mystique sans Dieu)
- 1964: Покровитель (Le Protecteur)
- 1965: Салернская ночь (La Nuit de Salernes)
- 1966: Природа — это талисман (La nature est un talisman; Дневник I)
- 1967: Деревья и дни (Les Arbres et les Jours; Дневник II)
- 1969: Мужчину и женщину сотворил их (Homme et Femme il les créa)
- 1969: Стойкая любовь (L’Amour durable; Дневник III; Paris: Gallimard. — ISBN 978-2-07-026852-8)
- 1971: Как алмаз (Comme le diamant; Дневник IV)
- 1972: Игра постоянства (Le Jeu de la constance)
- 1973: Лев мелет вздор (Le lion bat la campagne)
- 1974: Пара под вопросом, диалог с Марком Орезоном (Le Couple en question, dialogue avec Marc Oraison)
- 1974: Соучастники (Complices; Дневник V)
- 1975: Лоранс из Сентонжа (Laurence de Saintonge)
- 1976: Ветер памяти (Au vent de la mémoire; Дневник VI; Большая католическая литературная премия)
- 1978: Я ничего не боюсь, когда уверен в тебе (Je n’ai peur de rien quand je suis sûr de toi)
- 1978: Ты не умрешь (Tu ne mourras pas; Дневник VII; Paris: Gallimard. — ISBN 2-07-029748-9)
- 1979: Созидательное отличие (La Différence créatrice)
- 1980: Простые вещи (Les Choses simples; Дневник VIII; Премия Марселя Пруста) (Paris: Gallimard. — ISBN 978-2-07-018594-8)
- 1981: Сила дней (La Force des jours; Дневник IX; Paris: Gallimard. — ISBN 2-07-027875-1)
- 1982: Пастырь облаков (Le Berger des nuages; Paris: Gallimard. — ISBN 978-2-07-024543-7)
- 1984: Империя и страсть (L’Empire de la passion; PUF. — ISBN 2-13-038198-7)
- 1985: Больше, чем в первые дни (Bien plus qu’aux premiers jours; Дневник X; P.: Gallimard. — ISBN 978-2-07-070288-6)
- 1987: Письмо к Лоранс (Lettre à Laurence; Paris: Gallimard. — ISBN 2-07-070827-6)
- 1987: Исповедь Дон Жуана (Confession de Don Juan; Albin Michel. — ISBN 978-2-226-03104-4)
- 1989: Лоранс, или мудрость безумной любви (Laurence ou la sagesse de l’amour fou; Paris: Gallimard. — ISBN 2-07-071513-2)
- 1990: Дерзость любить (L’Audace d’aimer; Paris: Gallimard. — ISBN 2-07-071933-2)
- 1991: Вечное мгновение (L’Instant perpétuel; Paris: Gallimard. — ISBN 2-07-072246-5)
- 1992: Клянусь честью, свободный дух (Foi jurée, esprit libre; Desclée de Brouwer. — ISBN 2-220-03256-6)
- 1993: Дух леса (L’Esprit de la forêt; Paris: Gallimard. — ISBN 2-07-073659-8)
- 1995: Любовь доверие (L’Amour confiance; Paris: Gallimard. — ISBN 978-2-07-074090-1)
- 1996: Находчивая нежность (La Tendresse inventive; Paris: Gallimard. — ISBN 2-07-074500-7)
- 1997: Альянс (Alliance; Paris: Gallimard. — ISBN 2-07-075057-4)
- 1999: Крылья духа (Les ailes de l’esprit; Le Rocher. — ISBN 978-2-268-03158-3)
- 2000: Пылающий разум (La raison ardente; Paris: Gallimard. — ISBN 2-07-075830-3)
- 2002: Абсолют жил в двоих (L’absolu vécu à deux; Paris: Gallimard. — ISBN 978-2-07-076662-8)

## Семья
Жена (18.09.1944): Лоранс Балланд (1909—1984), дочь флотского лейтенанта Шарля Балланда
Дети:
- Элен де Бурбон-Бюссе (р. 1944). Муж (1960): Амори де Пойюе, граф де Сен-Перьер
- Шарль де Бурбон-Бюссе (р. 1945), граф де Бюссе, мэр Баланкур-сюр-Эссона в 1998—2014. Жена (1971): Ариана Фоже (р. 1945)
- Робер де Бурбон-Бюссе (1947—1980). Жена (1973): Лаура де Бурбон-Бюссе (р. 1954)
- Жан Луи де Бурбон-Бюссе (р. 1948). Жена (1974): Ноэль Таддеи (р. 1948)